# Bob als Jocs Olímpics
El bob (en anglés, bobsleigh o bobsled) és un esport que forma part del programa olímpic des dels primers Jocs Olímpics d'Hivern realitzats a Chamonix (França) l'any 1924. Ha estat present en totes les edicions dels Jocs Olímpics exceptuant l'edició de 1960 realitzada a Squaw Valley (Estats Units).
La competició s'inicià amb la participació d'una prova de quatre homes. En els Jocs Olímpics d'Hivern de 1932 realitzats a Lake Placid (Estats Units) s'introduí la prova de bobs a 2, i en els Jocs Olímpics d'Hivern de 2002 realitzats a Salt Lake City (Estats Units) la primera prova de bobs a 2 en categoria femenina.
Els grans dominadors d'aquest esport són Alemanya, Suïssa i els Estats Units.

## Programa
| Prova               | 24 | 28 | 32 | 36 | 48 | 52 | 56 | 60 | 64 | 68 | 72 | 76 | 80 | 84 | 88 | 92 | 94 | 98 | 02 | 06 | 10 | 14 | 18 | 22 | Anys |
| ------------------- | -- | -- | -- | -- | -- | -- | -- | -- | -- | -- | -- | -- | -- | -- | -- | -- | -- | -- | -- | -- | -- | -- | -- | -- | ---- |
| Categoria masculina |    |    |    |    |    |    |    |    |    |    |    |    |    |    |    |    |    |    |    |    |    |    |    |    |      |
| 4 homes             | •  |    | •  | •  | •  | •  | •  |    | •  | •  | •  | •  | •  | •  | •  | •  | •  | •  | •  | •  | •  | •  | •  | •  | 23   |
| 2 homes             |    |    | •  | •  | •  | •  | •  |    | •  | •  | •  | •  | •  | •  | •  | •  | •  | •  | •  | •  | •  | •  | •  | •  | 21   |
| 5 homes             |    | •  |    |    |    |    |    |    |    |    |    |    |    |    |    |    |    |    |    |    |    |    |    | •  | 1    |
| Categoria femenina  |    |    |    |    |    |    |    |    |    |    |    |    |    |    |    |    |    |    |    |    |    |    |    |    |      |
| 2 dones             |    |    |    |    |    |    |    |    |    |    |    |    |    |    |    |    |    |    | •  | •  | •  | •  | •  | •  | 6    |
| Monobob             |    |    |    |    |    |    |    |    |    |    |    |    |    |    |    |    |    |    |    |    |    |    |    | •  | 1    |

## Medaller

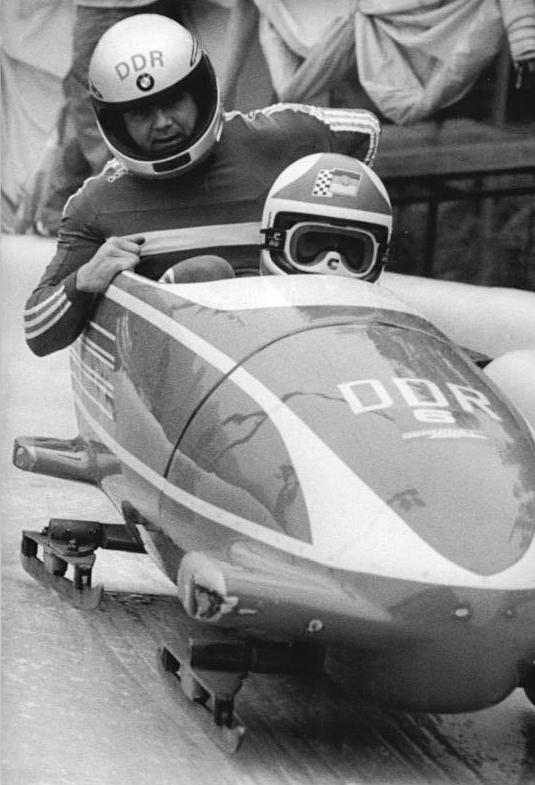
Imatge de Bogdan Musiol i Detlef Richter.

| Pos.  | País           | Or | Plata | Bronze | Total |
| 1     | Alemanya       | 13 | 9     | 1      | 32    |
| 2     | Suïssa         | 9  | 11    | 11     | 31    |
| 3     | Estats Units   | 8  | 9     | 11     | 28    |
| 4     | RDA            | 5  | 5     | 3      | 13    |
| 5     | Canadà         | 5  | 2     | 4      | 11    |
| 6     | Itàlia         | 4  | 4     | 4      | 12    |
| 7     | RFA            | 1  | 3     | 2      | 6     |
| 8     | Àustria        | 1  | 2     | 0      | 3     |
| 9     | Regne Unit     | 1  | 1     | 2      | 4     |
| 10    | Unió Soviètica | 1  | 0     | 2      | 3     |
| 11    | Bèlgica        | 0  | 1     | 1      | 2     |
| 11    | Letònia        | 0  | 1     | 1      | 2     |
| 11    | Rússia         | 0  | 1     | 0      | 1     |
| 14    | Corea del Sud  | 0  | 1     | 0      | 1     |
| 15    | França         | 0  | 0     | 1      | 1     |
| 15    | Romania        | 0  | 0     | 1      | 1     |
| Total | Total          | 51 | 50    | 51     | 152   |

en cursiva: comitès nacionals desapareguts.

## Medallistes més guardonats

### Categoria masculina
| Nom                   | CON      | Prova           | Jocs      | Or | Plata | Bronze | Total |
| --------------------- | -------- | --------------- | --------- | -- | ----- | ------ | ----- |
| Kevin Kuske           | Alemanya | 4-homes 2-homes | 2002–2018 | 4  | 2     | 0      | 6     |
| André Lange           | Alemanya | 4-homes 2-homes | 2002–2010 | 4  | 1     | 0      | 5     |
| Francesco Friedrich   | Alemanya | 4-homes 2-homes | 2018-2022 | 4  | 0     | 0      | 4     |
| Thorsten Margis       | Alemanya | 4-homes 2-homes | 2018-2022 | 4  | 0     | 0      | 4     |
| Bernhard Germeshausen | RDA      | 4-homes 2-homes | 1976–1980 | 3  | 1     | 0      | 4     |
| Meinhard Nehmer       | RDA      | 4-homes 2-homes | 1976–1980 | 3  | 0     | 1      | 4     |

Nota : En cursiva els atletes encara en actiu.

### Categoria femenina
| Nom               | CON                   | Prova           | Jocs      | Or | Plata | Bronze | Total |
| ----------------- | --------------------- | --------------- | --------- | -- | ----- | ------ | ----- |
| Kaillie Humphries | Canadà · Estats Units | 2 dones monobob | 2010–2022 | 3  | 0     | 1      | 4     |
| Heather Moyse     | Canadà                | 2 dones         | 2010–2014 | 2  | 0     | 0      | 2     |
| Sandra Kiriasis   | Alemanya              | 2 dones         | 2002–2010 | 1  | 1     | 0      | 2     |
| Mariama Jamanka   | Alemanya              | 2 dones         | 2018–2022 | 1  | 1     | 0      | 2     |

Nota : En cursiva els atletes encara en actiu.